# Odilia von Köln

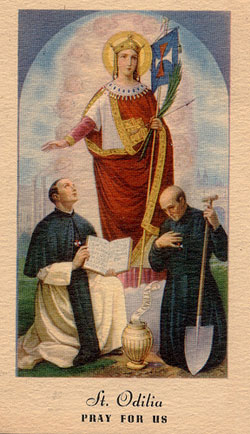
Hl. Odilia von Köln

Odilia von Köln (auch Ottilie; † um 451 eventuell in Köln) war eine christliche Märtyrin und wird in der römisch-katholischen Kirche als Heilige verehrt. In der Evangelischen Kirche in Deutschland gilt sie als denkwürdige Glaubenszeugin.

## Überlieferung
Odilia, die Tochter eines mächtigen Herrschers von Britannien, war der Legende nach eine der elf Gefährtinnen der hl. Ursula von Köln. Mit Ursula, ihren Gefährtinnen und 11.000 Jungfrauen unternahm Odilia eine Wallfahrt nach Rom und kehrte von dort aus wieder nach Köln zurück. Barbaren, der Ursulalegende nach Hunnen, fingen die den Rhein entlangfahrenden Schiffe vor den Toren Kölns ab und töteten Ursula, die sich weigerte den Sohn des Hunnenkönigs Etzel zu heiraten. Ebenso wie Ursula erlitten auch alle ihre Begleiterinnen das Martyrium.

## Reliquien

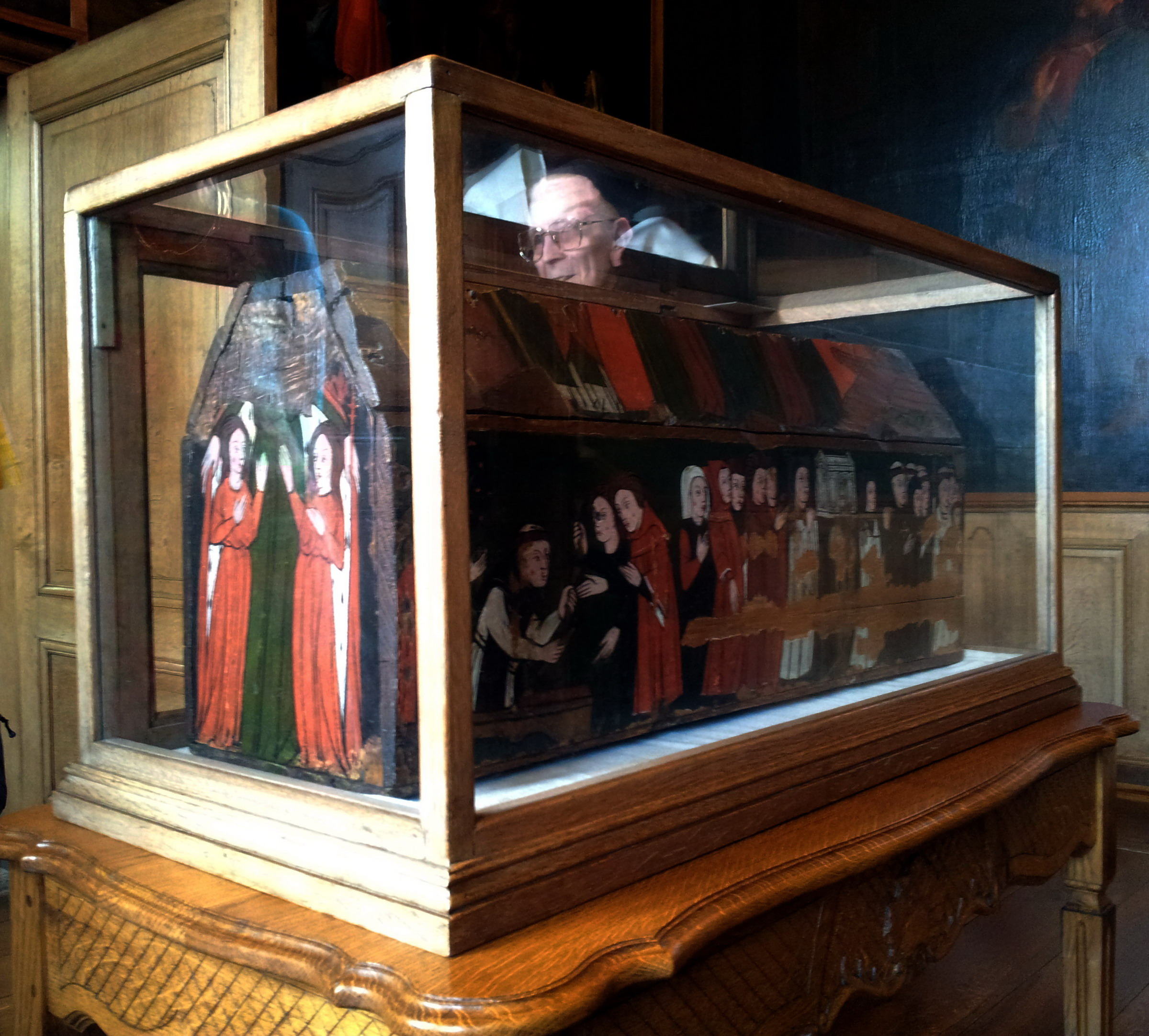
Odilienschrein in der Abtei Mariënlof zu Borgloon-Kerniel

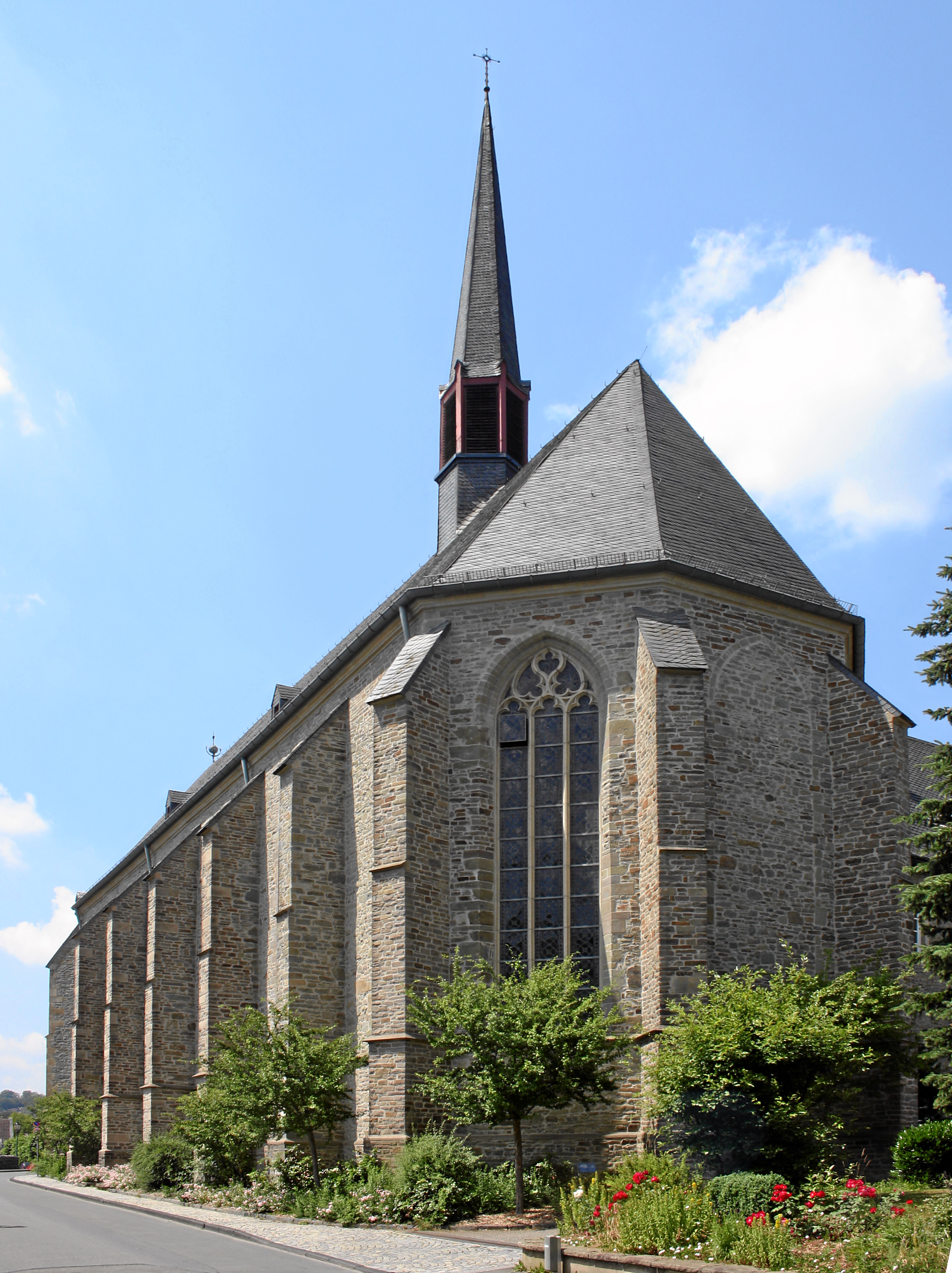
Beyenburger Klosterkirche

Im Frühling 1287 soll die hl. Odilia Johannes von Eppa, einem Laienbruder des Ordens vom Heiligen Kreuz, in dessen Kloster in Paris erschienen sein und ihm mitgeteilt haben, Gott habe sie beauftragt, künftig Patronin der Kreuzherren zu sein. Auch soll sie ihm gesagt haben, dass ihre Reliquien im Obstgarten Arnulfs bei St. Gereon in Köln in der Nähe eines Birnbaums zu finden seien, und bat ihn, er solle um Erlaubnis ersuchen, sie zu bergen. Zunächst lehnte der Obere dies ab. Daraufhin soll Odilia noch zweimal erschienen sein, so dass der Prior schließlich die Erlaubnis gab und Johannes dafür einen Priester, Vater Louis, zur Seite stellte. So fand man an der vorausgesagten Stelle drei Urnen mit den Reliquien Odilias und ihrer Gefährtinnen Ida und Emma. Die Überreste wurden nach der Bestätigung des Fundes durch den Erzbischof zum Mutterhaus der Kreuzherren in Huy gebracht. Auch diese Überführung soll Odilia angeordnet haben. Ein Teil der Reliquien blieb in Köln zurück, nämlich ein Fingerglied, eine Rippe und ihr Haupt. In Köln und auf dem Weg nach Huy soll es in der Nähe der Reliquien zu einigen Wunderheilungen, unter anderem von Lähmungen und Blindheit, gekommen sein. Deshalb wird Odilia in der römisch-katholischen Kirche um gutes Augenlicht und in körperlichen Leiden angerufen. Durch die beschriebenen Ereignisse wurden die Kreuzherren in Deutschland bekannt.
In Huy wurden die Reliquien der hl. Odilia 1292 in einen mit Szenen aus dem Leben der Odilia bemalten Holzschrein gelegt. Die Heilige wurde in acht Kölner Kirchen, in den Kreuzherrenklöstern in Aachen (Kloster Brandenburg) und Schwarzenbroich und in der Benediktinerabtei Brauweiler verehrt. 1645 wird von der Verehrung ihrer Reliquien dort und im Zisterzienserinnenkloster St. Apern berichtet. 1797 wurde das Kloster zu Huy in der Französischen Revolution zerstört. Die Reliquien wurden zwar durch einen Priester gerettet, gingen dem Orden aber verloren.
Nach der Auflösung der Kreuzherren wurden die Gebeine samt Schrein 1930 in deren ehemalige Abtei Mariënlof in Kerniel, heute zu Borgloon in Flandern, verbracht. 1949 wurden die Reliquien dem Orden zurückgegeben. Sie wurden zunächst in einer feierlichen Prozession in das Kreuzherrenkloster in Diest in Belgien überführt. 1952 wurde ein großer Teil eines ihrer Reliquien nach Onamia in Minnesota gebracht, wo sie in einem Schrein in der Seminarkapelle ruhen. Im Zuge der Rückkehr der Kreuzherren im Jahre 1964 nach Wuppertal-Beyenburg wurden Teile der Reliquien Odilias aus Belgien auch zur Kreuzkapelle der Beyenburger Klosterkirche St. Maria Magdalena überführt. Das dazugehörige Kloster Steinhaus war Anfang des 19. Jahrhunderts im Rahmen der Säkularisation aufgelassen worden.
Über Jahrhunderte war es bei den Kreuzherren Brauch, Wasser in Odilias Namen zu segnen, indem ihre Reliquien hineingetaucht wurden, mit der Bitte an Gott, dem Wasser Kraft gegen alle Krankheiten und Gebrechen zu verleihen. Es soll zu zahlreichen Heilungen, insbesondere bei Augenleiden, gekommen sein. Noch heute erreichen den Schrein in Onamia nach eigenen Angaben Tausende von Bitten, in die Novenen eingeschlossen zu werden, die dort an jedem 5. und 17. des Monats sowie, als nationale Novene, vom 10. bis 18. Juli abgehalten werden, und auch zahlreiche Dankschreiben.

## Gedenktag
- römisch-katholisch: 18. Juli (nichtgebotener Gedenktag)
- evangelisch: 18. Juli im Evangelischen Namenkalender

## Attribute
Als Schutzpatronin der Kreuzherren wird Odilia mit der Standarte des Ordens und dem Motto des Ordens „Ich habe das Kreuz gewählt“ dargestellt. Wegen der ihr zugeschriebenen Heilungen Blinder und Augenleidender gehört zu ihren ikonographischen Attributen, nach dem Vorbild der elsässischen Odilia, wohl aufgrund einer Verwechslung mit selbiger, auch ein Buch mit zwei Augen. Als Märtyrin wird sie ferner mit Märtyrerpalme dargestellt.